# Pablo Levenopán
Pablo Levenopán o Lepnopán fue un cacique pampa-ranquel del sur de la Argentina, que combatió repetidamente contra los habitantes blancos de ese país.

## Biografía
Era un ranquel del norte de la actual provincia del Neuquén, que fue atacado por los pehuenches durante la guerra de estos contra los blancos de la ciudad de Mendoza y su jurisdicción: en febrero de 1787 fue atacado por criollos y pehuenches amigos en una posición fortificada, siendo derrotado, perdiendo doscientos de sus lanceros, y más de cien entre mujeres y niños. Tras la firma de los tratados de 1790 y 1794 que dieron fin durante una generación a los malones en Buenos Aires y Córdoba, participó en el gran parlamento de Concepción (Chile) de 1798, durante el cual se firmó la paz, estableciéndose una vez más el límite entre españoles e indígenas sobre el río Bío Bío.
Al estallar la guerra a muerte durante las últimas etapas de la guerra de la Independencia de Chile, muchos indígenas emigraron hacia el este de los Andes entre 1818 y 1821. Entre ellos estaba Levenopán, que se radicó al sur de sus parientes ranqueles, en Guaminí. Aliado del general chileno José Miguel Carrera, a fines de 1820 participó de un malón organizado por este sobre el pueblo de Salto, que terminó con la destrucción y saqueo del mismo. Esta acción puso fin a la paz entre indígenas y ranqueles, y la reacción del gobernador Martín Rodríguez –que no atacó a los ranqueles sino a los indígenas pacíficos ubicados al sudeste de éstos– generó un alzamiento generalizado de los indígenas. Por esta razón, aunque se sacó de encima la influencia de Carrera, Levenopán, acompañado por caciques boroganos, continuó maloneando sobre las poblaciones blancas desde sus refugios entre las lagunas Encadenadas del Oeste y las Salinas Grandes (Buenos Aires y La Pampa).
Participó en un parlamento con el coronel Pedro Andrés García, en que se firmó la paz con Buenos Aires, en 1822; su discurso impresionó favorablemente al emisario de Buenos Aires. Se pronunció por la paz, pero para esa fecha el gobernador Rodríguez ya había lanzado una segunda campaña, para ocupar las sierras de Tandil, continuando con sus campañas de expulsión y exterminio de indígenas; de ese modo, la paz duró muy poco. Participó también del parlamento que llevó al tratado de paz entre los caciques y los hermanos Oyuela en 1825. Poco después se firmó un tratado con el gobierno de la provincia de Mendoza, y otro en la Laguna del Guanaco, con el de Buenos Aires. En abril de 1826 se celebró un gran parlamento, con participación de casi todas las parcialidades indígenas de la frontera sur en la toldería de Levenopán, sobre el arroyo Epecuén.
Algunos años más tarde, participó marginalmente en los malones sobre los campos de los cristianos dirigidos por los hermanos Pincheira. La reacción del coronel Federico Rauch fue atacar dos veces las tolderías de Levenopán y hacer una masacre entre los indígenas de chusma, entre noviembre de 1826 y enero de 1827. El cacique logró huir, pero al año siguiente el entonces comandante de frontera de Buenos Aires,  Juan Manuel de Rosas, ordenó una invasión al sur al mando del coronel Federico Rauch, cuyo principal y casi único objeto era destruir a Levenopán. De todos modos, los acontecimientos en Buenos Aires, que llevaron al inicio de la guerra civil hicieron que esa campaña se pospusiera; durante esta guerra Rauch fue muerto por una partida de indígenas y gauchos.
Es posible que, en los años siguientes, haya acompañado a los Pincheira en sus últimas andanzas hasta su muerte a principios de 1832, cuando fueron derrotados y ejecutados. De todos modos, durante varios años, los nombres de los dos caciques Pablo –Levenopán y Pincheira– se mezclaron en los informes de los jefes de frontera; y ninguno de los dos volvió a ser mencionado después de 1832.
Tenía un hijo llamado Millapán, que participaba tanto en los malones como en las negociaciones a nombre de su padre.